# Koyunhisar
Koyunhisar o Koyunlu Hisar són dues fortaleses romanes d'Orient, una al nord-est d'İzniq on Osman I guanyà la primera batalla contra els romans d'Orient el 1301. La segona fortalesa romana d'Orient és a la riba del Sangari, al nord-est de Bursa, prop de Dinboz. És coneguda perquè fou conquerida per Orkhan, el segon sultà otomà, en la campanya de 1324/1325.